# Corporate-Airlines-Flug 5966
Auf dem Corporate-Airlines-Flug 5966 ereignete sich am 19. Oktober 2004 ein schwerer Flugunfall. An diesem Tag verunfallte eine Jetstream 32, die von der Corporate Airlines im Namen der American Connection (Markenname von Zubringerflügen im American-Airlines-Netz) betrieben wurde, am Ende ihrer Flugstrecke innerhalb des US-Bundesstaats Missouri, die vom Lambert-Saint Louis International Airport zum Kirksville Regional Airport führte. Bei dem Unfall wurden 13 der 15 Insassen getötet, darunter die beiden Piloten; es gab zwei Überlebende.

## Maschine
Die Maschine war eine Jetstream 32, die im Werk von British Aerospace im Vereinigten Königreich gebaut worden war und die Seriennummer 875 trug. Die Maschine absolvierte ihren Erstflug am 3. März 1990, am 9. März 1990 wurde sie mit dem Luftfahrzeugkennzeichen N875AE an die Nashville Eagle ausgeliefert, welche Regionalflüge für die American Eagle flog. Im September 1990 ging die Maschine an die American Eagle. Im September 1994 wurde die Maschine mit ihrem neuen und letzten Kennzeichen N875JX auf die Mid-Pacific Reno-Ex zugelassen. Am 27. Januar 1997 übernahm die Trans States Airlines die Maschine. Am 1. April 2000 wurde die Maschine auf die TW Express Corporate Airlines zugelassen. Die Corporate Airlines ließen die Maschine am 2. Dezember 2001 zu und setzte diese fortan für American Connection ein. Das zweimotorige Kurzstreckenflugzeug war mit zwei Turboproptriebwerken des Typs Garrett TPE331-12UAR-704H ausgestattet. Bis zum Unfall hatte die Maschine eine Gesamtbetriebsleistung von 21.979 Betriebsstunden absolviert, auf die 28.973 Starts und Landungen entfielen. Die Maschine konnte nur manuell geflogen werden, da sie bauartbedingt nicht mit einem Autopiloten ausgerüstet war.

## Passagiere und Besatzung
Den Flug von Lambert nach Kirksville hatten 13 Passagiere angetreten. Es befand sich eine zweiköpfige Besatzung an Bord der Maschine, bestehend aus einem Flugkapitän und einem Ersten Offizier. Auf dem Regionalflug waren keine Flugbegleiter vorgesehen.
- Der 48-jährige Flugkapitän Kim William Sasse hatte in den 80er-Jahren begonnen zu fliegen und im Jahr 1991 eine Fluglehrerausbildung abgeschlossen. Da er zu diesem Zeitpunkt geringe Aussichten auf eine Einstellung in der Zivilluftfahrt hatte, arbeitete er fortan zunächst in einer nicht luftfahrtbezogenen Position in der Computerindustrie. Im September 1999 kündigte er diesen Arbeitsplatz, um zur Luftfahrt zurückzukehren. Am 20. März 2001 wurde er durch die Corporate Airlines als Erster Offizier an Bord der BAe Jetstream 32 eingestellt. Am 17. September 2003 wurde er zum Flugkapitän an Bord von Maschinen dieses Typs befördert. Er verfügte über 4.234 Stunden Flugerfahrung, wovon er 2.510 Stunden im Cockpit der Jetstream 32 absolviert hatte.
- Erster Offizier war der 29-jährige Jonathan Palmer, der im Jahr 1994 eine Privatpilotenlizenz erworben und im Jahr 1996 eine Fluglehrerausbildung absolviert hatte. Von Juli 1996 bis August 2004 arbeitete er als Fluglehrer bei Eastern Cincinnati Aviation. Palmer wurde drei Monate vor dem Unfall durch die Corporate Airlines eingestellt und verfügte über 2.856 Stunden Flugerfahrung, wovon er nur 107 im Cockpit der BAe Jetstream 32 absolviert hatte.

## Unfallhergang
Die Maschine startete um 18:42 Uhr in St. Louis zum Flug nach Kirksville. Als sich die Maschine 23 Flugminuten von Kirksville entfernt befand, betrugen die Sichtweiten dem Wetterbericht zufolge 4 Meilen bei Nebel und einer Wolkendecke in 300 Fuß Höhe. Obwohl der Zielflughafen nicht über ein Instrumentenlandesystem verfügte, beschlossen die Piloten, den Anflug fortzusetzen. Wenige Minuten später erhielten sie eine Freigabe, um von Flugfläche 120 auf 8.000 Fuß zu sinken. Um 19:20 Uhr wies der aktualisierte Wetterbericht eine auf drei Meilen gesunkene Sichtweite aus. Nachdem sie auf 8.000 Fuß gesunken waren, erhielten die Piloten die Anweisung auf 3.000 Fuß zu sinken. Der Kapitän führte anschließend die Anflugbesprechung durch und stoppte bei einer Höhe von 3.100 Fuß den Sinkflug, nachdem er zuvor eine Freigabe zur Landung auf Landebahn 36 und die Vektoren für diese Landebahn erhalten hatte. Anschließend wurden die Auftriebshilfen und das Fahrwerk ausgefahren. Um 19:36 Uhr befand sich die Maschine im Sinkflug in 1.450 Fuß Höhe. Das Ground Proximity Warning System reagierte daraufhin mit der Warnung "five hundred". Nach dem Erreichen der Mindestsinkflughöhe ertönte die Warnung "minimums, minimums", woraufhin der Kapitän äußerte, dass er Geländesicht habe. Der Sinkflug wurde fortgesetzt und kurz darauf äußerte der Kapitän, er habe die Anflugbefeuerung gesichtet. Die Besatzung entschied, den Sinkflug fortzusetzen. Um 19:37 Uhr Ortszeit streifte die Maschine im Endanflug in einer Höhe von 996 Fuß Bäume, stürzte zu Boden und geriet in Brand, wobei 11 der 13 Passagiere und die beiden Besatzungsmitglieder getötet wurden. Lediglich zwei Passagiere überlebten schwer verletzt.

## Ursache
Das National Transportation Safety Board übernahm nach dem Unfall die Ermittlungen zur Unfallursache. Die Ermittler kamen zu dem Schluss, dass das Verhalten der Piloten zunächst sehr professionell gewesen sei, so hätten die Piloten sich nach dem Einschalten der Landebahnbefeuerung des Kirksville Airport per Funk bei einem anderen Piloten erkundigt, ob diese zu sehen war. Die Handlungen, die unmittelbar zu dem Unfall geführt hatten, ereigneten sich erst innerhalb der letzten 23 Sekunden vor dem Aufprall. Die Besatzung habe es hier versäumt, Standardverfahren zu befolgen. So hätten sie bei einem Nichtpräzisionsanflug den Sinkflug unter die Mindestsinkflughöhe fortgesetzt, ohne die erforderlichen visuellen Referenzpunkte, also die Landebahn, im Blick zu haben. Anstatt die Fluginstrumente zu überwachen, habe der Kapitän beim Erreichen der Mindestsinkflughöhe Ausschau nach der Landebahn gehalten, was Aufgabe des Ersten Offiziers war. Der Kapitän behauptete, dass er etwas sehe, woraufhin ihm der Erste Offizier widersprach. Das Crew Resource Management, also die Aufgabenteilung im Cockpit, sei somit zusammengebrochen. Flughöhen seien zudem nicht ausgerufen worden. Die Ermittler bemängelten, dass die Piloten es versäumt hätten, ein professionelles Verhalten im Cockpit an den Tag zu legen. 